# Hololepidella millari
Hololepidella millari är en ringmaskart som beskrevs av Britayev, Doignon och Igor Eeckhaut 1999. Hololepidella millari ingår i släktet Hololepidella och familjen Polynoidae. Inga underarter finns listade i Catalogue of Life.